# Burmesische Badmintonmeisterschaft 1950
Die Burmesische Badmintonmeisterschaft 1950 fand in Rangun statt. Es war die zweite Auflage der nationalen Titelkämpfe von Myanmar (Burma) im Badminton.	

## Titelträger
| Disziplin    | Sieger                  |
| ------------ | ----------------------- |
| Herreneinzel | Kyaw Than               |
| Dameneinzel  | Y. Shwe Lwin            |
| Herrendoppel | Kyaw Than Chit Khin     |
| Damendoppel  | Ma Mya Yin Y. Shwe Lwin |
| Mixed        | Kyaw Than Khin Than Nwe |